# Fritz Danild
Fritz Danild (Fritz Johan Danild; * 18. August 1893 in Kopenhagen; † 10. März 1951 in Frederiksberg) war ein dänischer Langstreckenläufer.
Bei den Olympischen Spielen 1912 in Stockholm erreichte er im Crosslauf nicht das Ziel.